# Julia Pirotte
Julia Pirotte (nome completo: Gina Djament; Końskowola, 26 agosto 1907 – Varsavia, 25 luglio 2000) è stata una fotografa e partigiana polacca naturalizzata belga.
È conosciuta per aver documentato con le sue foto i grandi avvenimenti della sua epoca. Hanno un grande valore storico le sue foto durante la seconda guerra mondiale, poiché hanno immortalato la resistenza francese, con cui lei stessa collaborava, e la sofferenza degli ebrei a Marsiglia. I suoi scatti hanno permesso la ricostruzione di molti avvenimenti legati ai centri d'internamento femminile come l'Hotel Bompard.

## Biografia
Nasce a Końskowola, nella Polonia sudorientale, secondogenita di tre figli, da Sura Szejnfeld e Baruch Diament, minatore. Il primogenito della famiglia è Marek (1905-1943) che morirà di tifo in un Gulag, vittima delle purghe staliniane. L'ultimo genita è la sorella Mindla (1911-1944), membro della resistenza francese, ghigliottinata dai nazisti a Breslavia. La madre muore che la bambina ha 9 anni e il padre si risposa rapidamente, trasferendosi a Varsavia dove apre una drogheria.
I tre fratelli Diament hanno l'animo militantista e s'iscrivono fin da giovani al Partito Communista Polacco (KPP). Tuttavia durante il governo di Józef Piłsudski il partito comunista era visto con sospetto e molti membri vennero arrestati. Nel 1925 Julia fu imprigionata per 4 anni, mentre il fratello e la sorella riuscirono a scappare rifugiandosi l'uno in Russia e l'altra in Francia. Nel 1934, rischiando un secondo arresto, Julia decide di raggiungere la sorella a Parigi, ma durante il viaggio si ammala ed è costretta a fermarsi a Bruxelles. Qui, una rete di aiuto ai rifugiati politici, la prende in carico e la cura. In questo gruppo c'è l'uomo che diventerà il suo primo marito, Jean Pirotte, un operaio che sposa nel 1935. Introdotta nel mondo militante belga dal marito conosce Suzanne Spaak che la spinge a formarsi al giornalismo e alla fotografia, offrendole anche una macchina fotografia.
Nel 1940, con l'invasione del Belgio, si rifugia nel sud della Francia a Marsiglia dove inizia a lavorare prima come operaia e in un secondo tempo riesce a diventare fotografa per il settimanale Dimanche illustré. L'essere diventata fotografa per un giornale, rende il suo ruolo molto importante per la resistanza francese, con cui collabora in quanto membro del FTP-MOI, perché le permette di realizzare finti documenti d'identità, oltre a darle più libertà di movimento. Nell'agosto del 1942 riesce a fotografare le persone internate nel Hotel Bompard che da lì a poco saranno poi inviati nel Campo di concentramento di Auschwitz, le sue foto avranno poi un alto valore storico per la ricostruzione degli avvenimenti. Fotografa il quotidiano dei più poveri di Marsiglia e il 21 août 1944 partecipa attivamente al sollevamento e alla liberazione della città. Rimasta ormai sola, marito, fratello e sorella sono morti durante la guerra, decide di rientrare in Polonia. Uno dei suoi lavori più importanti sarà la documentazione del Pogrom di Kielce e del trattamento dei bambini ebrei sopravvissuti alla guerra e integrati negli orfanotrofi polacchi. Il suo attivismo politico continua anche nel periodo post bellico. Nel 1948 partecipa al congresso mondiale degli intellettuali per la pace di Breslavia, dove fotografa Irène Joliot-Curie e Dominique Desanti. Fonda l'agenzia fotografica WFA a Varsavia, per formare una nuova generazione di fotografi polacchi.
Nel 1958 sposa Jefim Sokolski (1902-1974), un economista polacco che è sopravvissuto a 21 anni di gulag. Nel 1979 inviò il suo archivio fotografico al festival di fotografia di Arles dove venne riscoperta riscuotendo molto successo. Da quel momento in poi le sue foto furono oggetto di esposizioni e di studio. Nel 1990 offrì tutta la sua opera al Museo della fotografia di Charleroi. Morì nel 2000 e fu sepolta nel cimitero militare Powązki di Varsavia, vicino al secondo marito nel lotto C33.